# Lista över politiker i Somaliland
Detta är ett urval av betydande politiker i Somaliland, det vill säga minst minister eller talman i parlamentet:

## Presidenter
1. Abdurahman Ahmed Ali Tur (1991–1993)
2. Ibrahim Egal (1993–2001)
3. Dahir Rayale Kahin (2002–2010)
4. Ahmed Silanyo (Ahmed M. Mohamoud (Silanyo)) (2010–2017)[1]
5. Muse Bihi Abdi (2017–)[1]

## Vice presidenter
1. Hassan Isse Jama (1991–1993)
2. Abdirahman Aw Ali Farah (1993–1997)
3. Dahir Riyale Kahin (1997–2001)
4. Ahmed Yusuf Yasin (2002–2010)
5. Abdirahman Abdilaahi Ismail (Saylici) (Abdirahman Saylici) (2010–[a])[2]

## Ministrar

### Finansministrar
- Hussein Ali Duale, finansminister i Somaliland[3] (2003–2010)

### Utrikesministrar
- Sheekh Ibrahim Sh. Yusuf Sh. MAdar (Yuusuf Sheekh Cali Madar)
- Mohammad saed Gees (?–2006)
- Edna Adan Ismail (2003–2006)
- Abdilahi Mohamed Dualeh[4] (2006–?)

### Övriga ministrar
- Abdilahi Husein Iman Darawal(en), justitieminister (1995–1996), försvarsminister (1996–1998)
- Hassan Haji Mohamoud, utbildningsminister (2003–2010)
- Mohamed Kahin Ahmed(en), inrikesminister (2017–)

- Saeed Sulub Mohamed, Minister of Public Works Housing & Transport
- Bashe Ali Jama, tidigare vattenminister[5]
- Abdi-aziz Mohamed Samale, finansminister[6]
- Abdi Hassan Buni(en)

## Talmän
1. Ibrahim Megag Samatar(en) (1991–1993)
2. Ahmed Abdi Mohamed(en) (1993–1997)
3. Ahmed Muhammad Aden Qeybe(en) (1997–2005)
4. Abdirahman Mohamed Abdullahi(en), talman i representanthuset (2005–2017)
5. Bashe Mohamed Farah(en) (2017–2021)
6. Abdirisak Khalif Ahmed(en) (2021–)